# Peter Euler

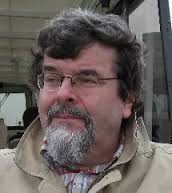
Peter Euler

Peter Euler (* 9. April 1953 in Frankfurt am Main) ist ein deutscher Pädagoge und Hochschullehrer. Er ist Universitätsprofessor für die Allgemeine Pädagogik und Pädagogik der Natur- und Umweltwissenschaften an der Technischen Hochschule Darmstadt.

## Leben
Peter Euler machte 1968–1971 eine Ausbildung als Chemielaborant, bevor er die Fachoberschule mit dem Schwerpunkt Chemie besuchte, die er 1972 abschloss. 1975 erwarb er den Ingenieursgrad für Chemische Technologie. Von 1975 bis 1978 studierte er Chemie und Deutsch und schloss das 1. Staatsexamen als Gewerbelehrer ab. Er studierte Pädagogik, Philosophie und Literaturwissenschaft schloss dies mit dem Magister 1980 ab. 1989 promovierte er mit der Arbeit Pädagogik und Universalienstreit. Zur Bedeutung von F. I. Niethammers pädagogischer Streitschrift bei Gernot Koneffke. 1997 folgte mit Technologie und Urteilskraft. Zur Neufassung des Bildungsbegriffs die Habilitation. Ab 1998 lehrte er als Privatdozent am Institut für Pädagogik der TU Darmstadt, wo er zuvor sechs Jahre als Wissenschaftlicher Assistent tätig gewesen war. 2001 wurde er zum Professor berufen.
Euler ist seit 1975 mit Gisela Euler-Botsch verheiratet, seit 1979 Vater eines Sohnes mit dem Namen Serjoscha.

## Auszeichnungen
- Hochbegabtenstipendium von 1977 bis 1982, Friedrich-Ebert-Stiftung.
- „Preis für hervorragende wissenschaftliche Leistungen“ (1989) von „der Vereinigung von Freunden der Technischen Hochschule zu Darmstadt e.V. Ernst-Ludwigs-Hochschulgesellschaft“ für seine Dissertation Pädagogik und Universalienstreit.
- Athene-Preis für Gute Lehre (2016) des Fachbereichs Humanwissenschaften, „für sein leidenschaftliches und vorbildliches Engagement sowie seine wertschätzende Haltung bei der Vermittlung von Inhalten als auch der Betreuung von Studierenden“ (verliehen durch die Carlo und Karin Giersch Stiftung an der Technischen Universität Darmstadt)[2]

## Schriften in Auswahl
- Pädagogik und Universalienstreit. Zur Bedeutung von F.I.Niethammers pädagogischer Streitschrift. Peter Euler: Weinheim 1989[3]
- Technologie und Urteilskraft. Zur Neufassung des Bildungsbegriffs, Deutscher Studien Verlag, Weinheim 1999.[4]
- Bildung als „kritische“ Kategorie. In: Zeitschrift für Pädagogik 48, Mai/Juni Heft 3/2003, S. 413–421
- Interdisziplinarität als kritisches „Bildungsprinzip“ der Forschung: methodologische Konsequenzen. In: ITAS: Technikfolgenabschätzung. Theorie und Praxis, Nr. 2, 14 Jg. Juni 2005, S. 63 ff
- Nachdenken in Widersprüchen. Gernot Koneffkes Kritik bürgerlicher Pädagogik. Hrsg. zusammen mit Bierbaum, Harald; Feld, Katrin; Messerschmidt, Astrid; Zitzelsberger, Olga, Wetzlar 2007, DNB 991202198
- Historische Zugänge zum Verstehen systematischer Grundbegriffe und Prinzipien der Naturwissenschaften. in Zusammenarbeit mit Arne Luckhaupt: Materialien für die Unterrichtsentwicklung. Zur pädagogischen Interpretation der „Basiskonzepte“, Amt für Lehrerbildung; Hessen 2010; 160 Seiten
- Heydorn lesen! Hrsg. zusammen mit Bünger, Carsten; Gruschka, Andreas; Pongratz, Ludwig A.: Paderborn 2009
- Bemerkungen über die Rede von der ‚Ökonomisierung’ der Bildung – oder: Kapitalverwertung als ‚Fehltritt’ (Koneffke) bürgerlicher Gesellschaft. Festschrift für Ludwig A. Pongratz. In: Carsten Bünger//Ralf Mayer/Astrid Messerschmidt/Olga Zitzelsberger (Hg.): Bildung der Kontrollgesellschaft. Analyse und Kritik pädagogischer Vereinnahmungen, Paderborn 2009, S. 97–107
- Historische Zusammenhänge zum Verstehen systematischer Grundbegriffe und Prinzipien der Naturwissenschaften. Zusammen mit Arne Luckhaupt für das Amt für Lehrerbildung / kompetenzorientiertes Unterrichten in Mathematik und Naturwissenschaften. Ein Reader mit exemplarischen Beispielen, Darmstadt 2009, mimeogr.
- Kritische Bildungstheorie. Zur Aktualität Heinz-Joachim Heydorns. Zusammen mit Ludwig A. Pongratz (Hrsg.): Weinheim 1995[5]